# Valergues
Valergues is een gemeente in het Franse departement Hérault (regio Occitanie). De plaats maakt deel uit van het arrondissement Montpellier. Valergues telde op 1 januari 2022 2.173 inwoners.

## Geografie
De oppervlakte van Valergues bedroeg op 1 januari 2022 5,2 vierkante kilometer; de bevolkingsdichtheid was toen 417,9 inwoners per km².

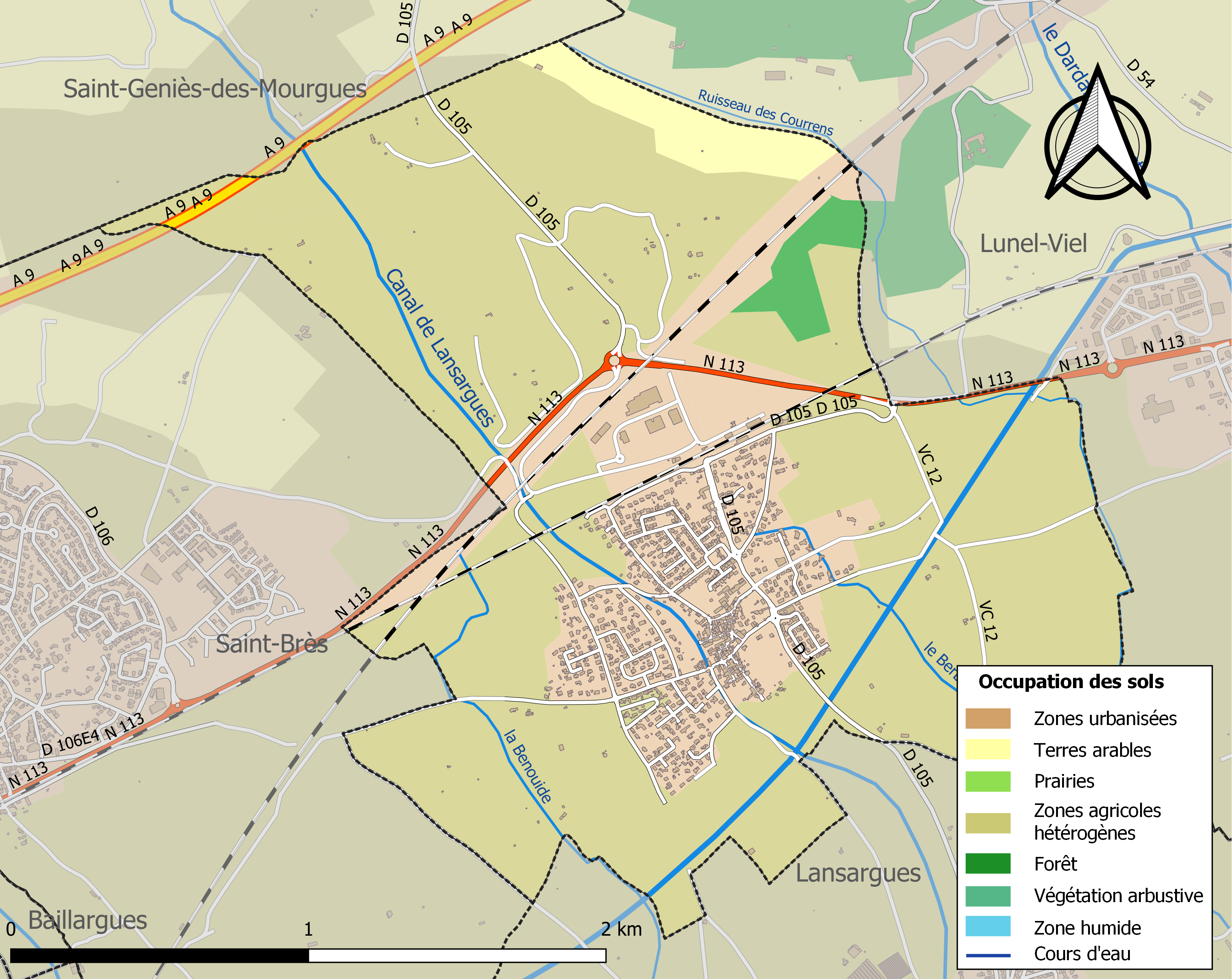
Kaart van de gemeente met belangrijkste infrastructuur, bodemgebruik en omliggende gemeenten

## Demografie
Onderstaande figuur toont het verloop van het inwonertal (bron: INSEE-tellingen).

## Afbeeldingen

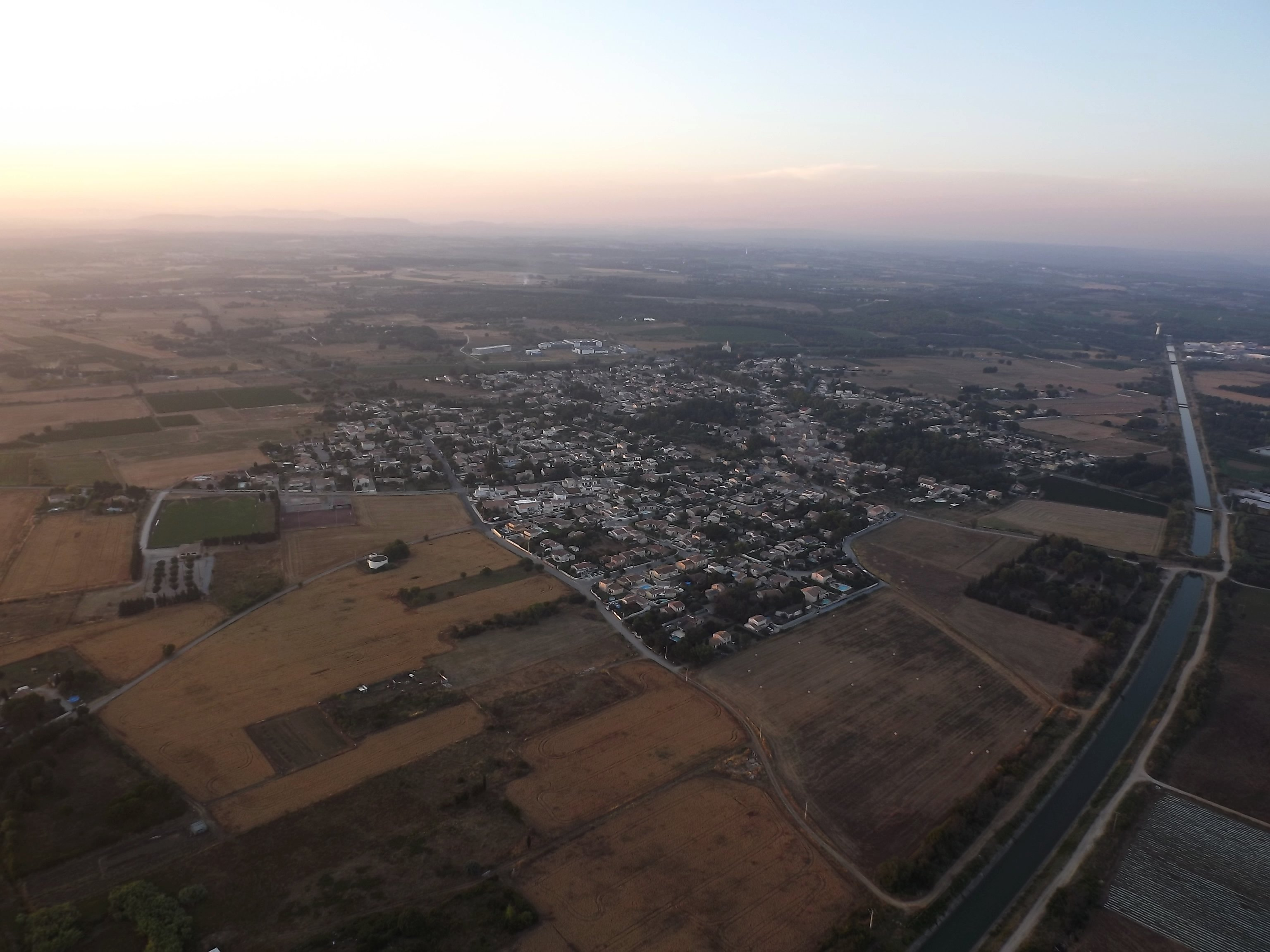
Gezicht op Valergues
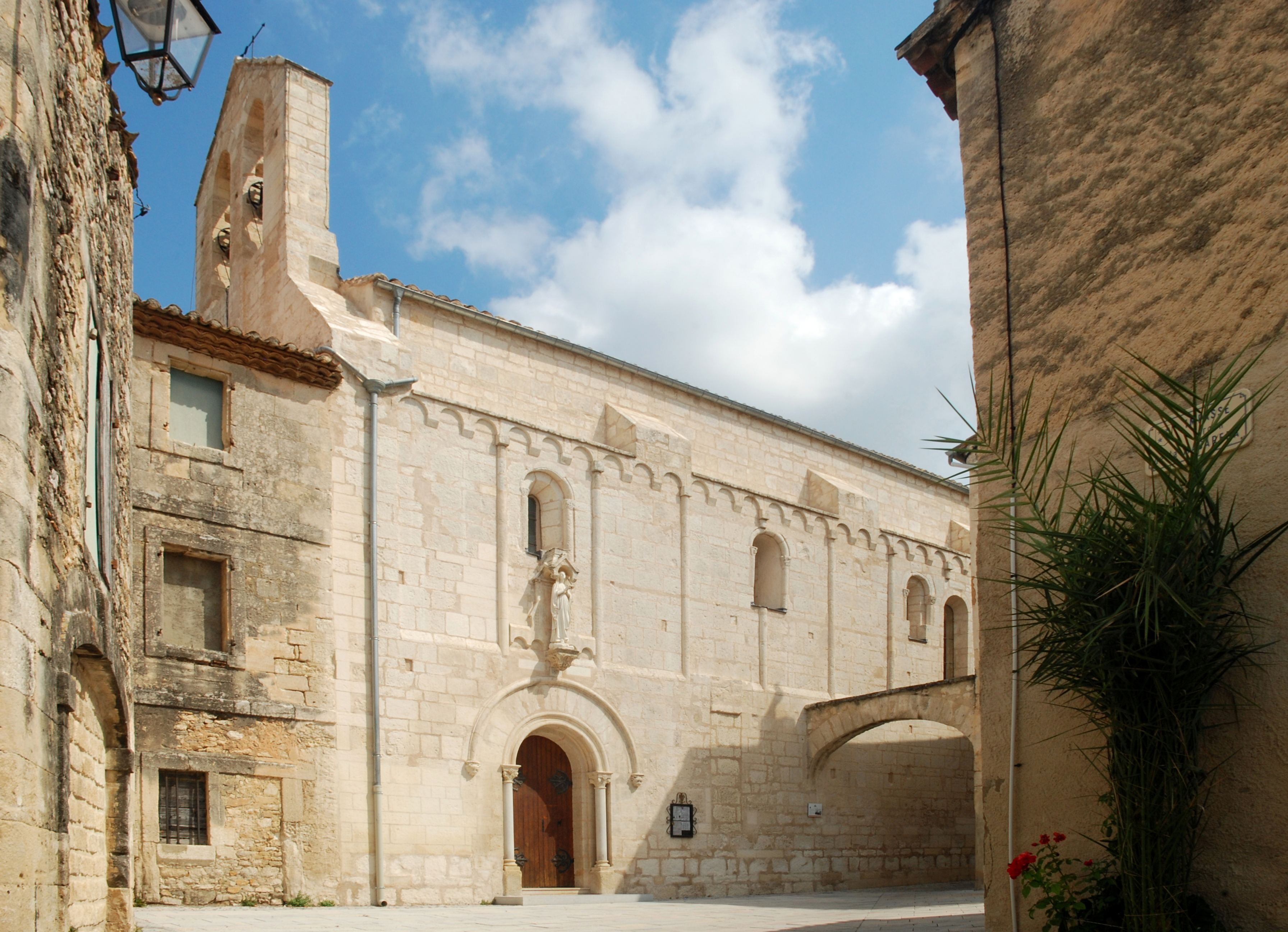
Église Sainte-Agathe
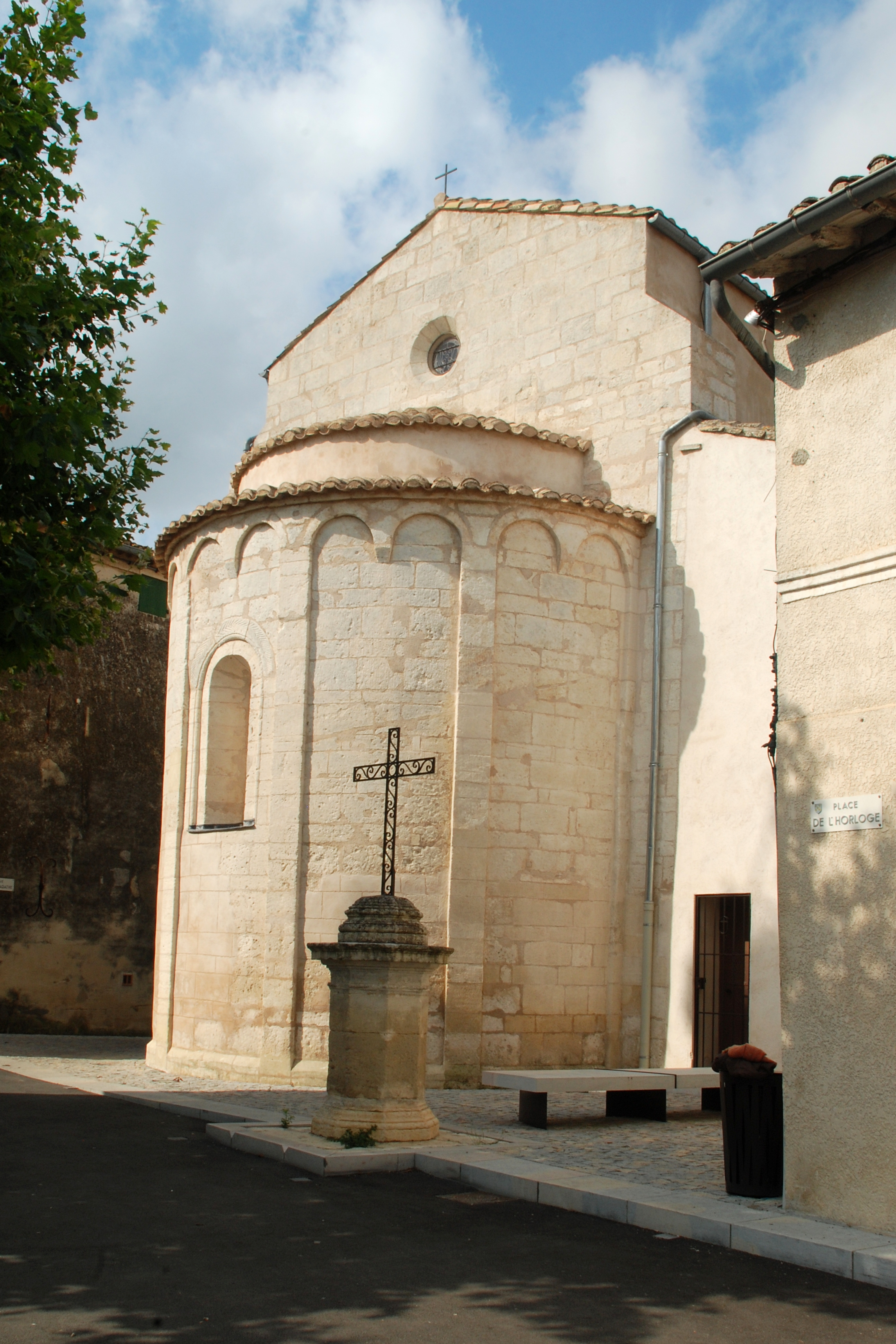
Idem